# Billy Frank junior

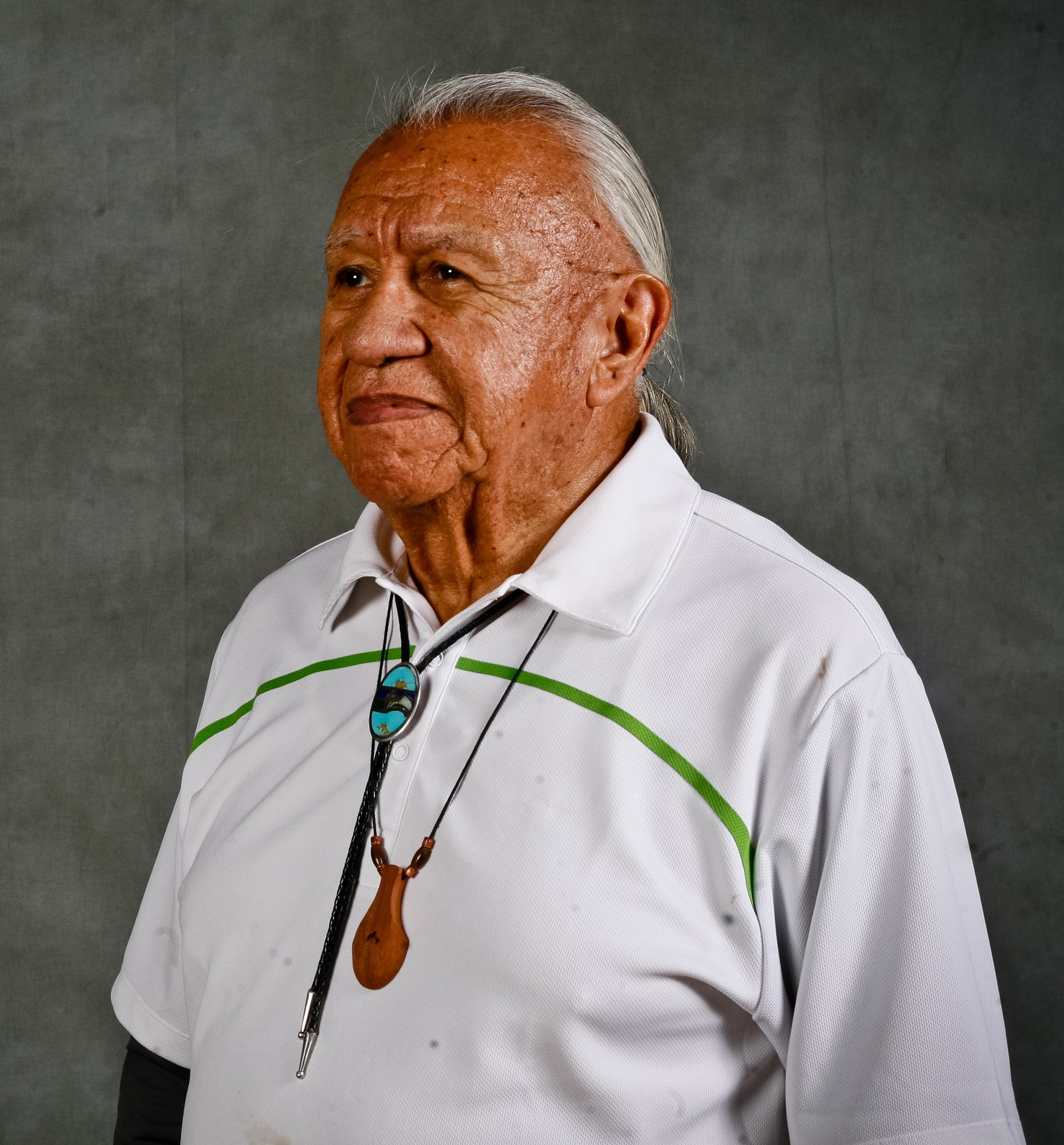
Billy Frank Jr., 2012

Billy Frank Jr. (9. März 1931 – 5. Mai 2014) war ein US-Bürger, Teil des Nisqually-Stamms und Anführer der Naturschutzbewegung. Zudem war er Aktivist für die Rechte der amerikanischen Ureinwohner. Im Zuge des sogenannten Fish Wars wurde er über 50-mal verhaftet.
Frank war in der Graswurzelbewegung der Ureinwohner am Nisqually River in Washington in den 1960er- und 70er-Jahren aktiv. Er wurde für seinen Einsatz für ein Kooperatives Management natürlicher Ressourcen bekannt. Nachdem Frank und andere Bewohner, sich auf seit 1850 geltende US-Rechte berufend, die Lachs-Fischerei aufgenommen hatten, wurden sie von US-Behörden belangt. Es folgte eine gerichtliche Auseinandersetzung bis zum Bundesgericht, das 1974 den Stämmen die Nutzungsrechte zusprach.
Frank wurde daraufhin Chairman der Northwest Indian Fisheries Commission; eine Position, die er über 30 Jahre lang innehatte. Im November 2015 erhielt er posthum die Freiheitsmedaille des Präsidenten von Barack Obama. In den Folgemonaten wurde das Nisqually National Wildlife Refuge zu Franks Ehren umbenannt.  Der Washingtoner Kongressabgeordnete Dennis Heck sagte bei der Umbenennung: “I loved Billy Frank. He was one of the greatest men I have met in my life. He is our Martin Luther King, our Desmond Tutu, our Nelson Mandela.”